# Șanovița, Timiș
Șanovița (română Șușanovăț, Codreni - 1924) este un sat în comuna Ghizela din județul Timiș, Banat, România.

## Localizare
Din punct de vedere administrativ, satul aparține de comuna Ghizela. Se află la 45° 47' 52'’ latitudine nordică și la 21° 43' 29'’ longitudine estică. La nord-vest se învecinează cu localitatea Ghizela, la vest cu Iosifalău, la est cu Babșa, iar la sud cu Chizătău. Este străbătut de drumul județean 609A. Acesta face legătura cu E 70 și DN 6, care se găsesc la o distanță de 3,6 km de sat. 

## Istoric

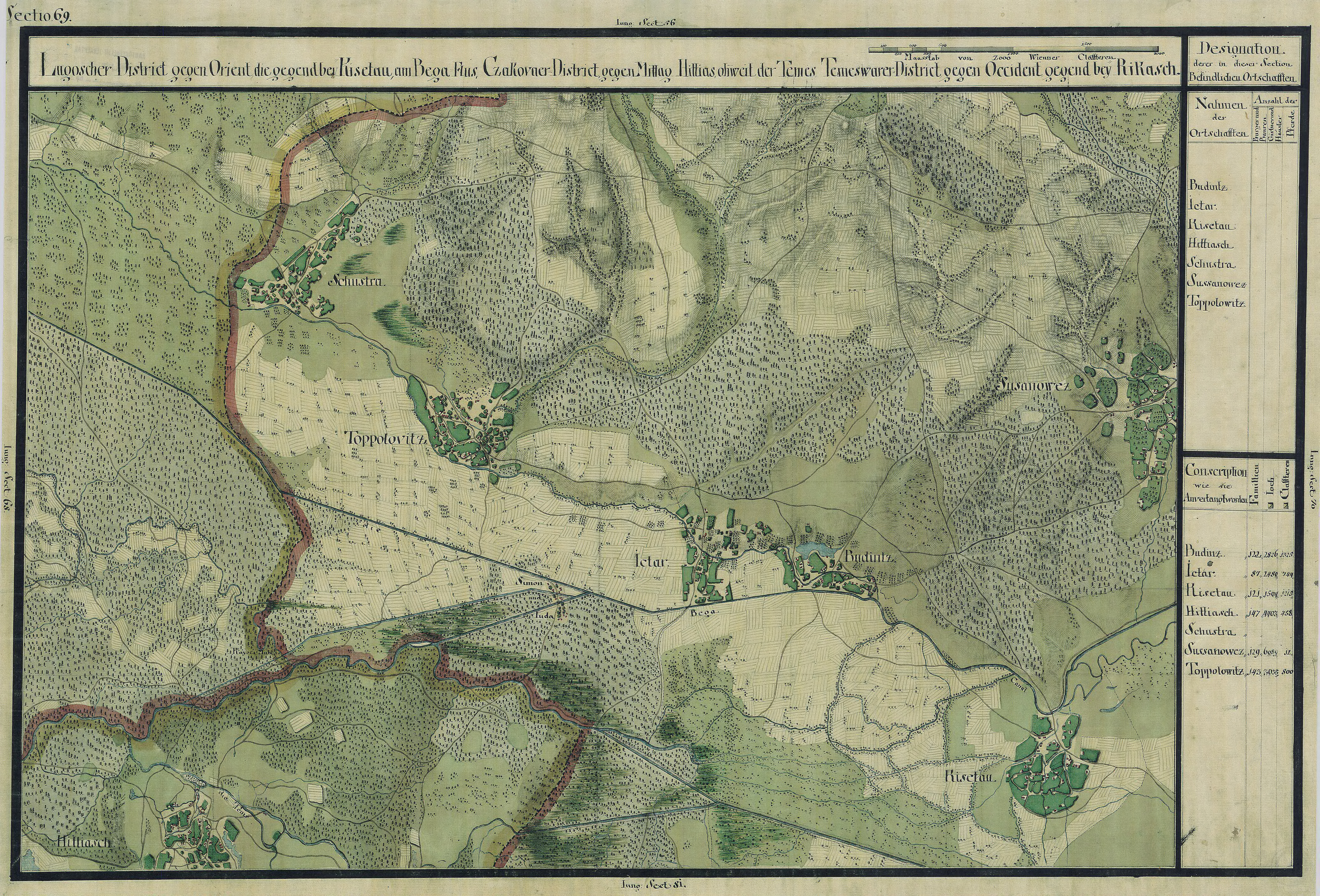
Şanoviţa în Harta Iosefină a Banatului, 1769-72

Localitatea este atestată oficial din anul 1717. Vechea vatră a așezării, numită astăzi "Satul Bătrân", se află între râul Bega și Chizdia. Inundațiile frecvente au determinat însă locuitorii să caute un loc mai bun, ferit de capriciile naturii. Pe actuala vatră a satului se aflau livezi de pruni. Roadele acestora se urcau în șoproane numite „șușile“ (din slavul „sușiti“, care înseamnă „a usca“). De aici și numele de Șușanovăț, pe care localitatea l-a păstrat până în anii ’30. Cel care a reușit să schimbe acest nume în actualul, respectiv, Șanovița, a fost prof. Nicolae Ursu.

## Administrația
Există în prezent 190 de gospodării cu 526 de locuitori. În 1717, aici sunt consemnate colonizări germane, iar în 1779, Șușanovățul (Șanovița) a fost trecut sub administrația județului Timiș. Alături de satele Ghizela, Hisiaș și Paniova, Șanovița face parte din comuna Ghizela.
Primul primar atestat a fost George Roșca, în 1860. Actualul primar este dl Ioan Ursu, din 2000. Fosta primărie a fost construită în timpul mandatului primarului Iosif Ursu, și anume între 1926 și 1928. Clădirea găzduiește astăzi dispensarul uman. 

## Cultura
Anul zidirii bisericii ortodoxe ar fi 1796 sau 1797. Ceea ce este cert e data sfințirii de către episcopul Nicolae Putnic, la 6 august 1797. Hramul se sărbătorește pe 8 septembrie, de ziua Nașterii Maicii Domnului. Primul preot (1786) a fost Marius Mitar. 
Biserica greco-catolică, cu hramul "Nașterea Maicii Domnului", a fost construită în anul 1911. În data de 25 aprilie 2010, după anii de interdicție din timpul regimului comunist, comunitatea greco-catolică și-a reluat activitatea pastorală în biserica proprie.
Școala primară cu clasele I-IV a fost ridicată înainte de 1800 și reconstruită în 1960. Primul învățător a fost Ioan Beche. În 1958 s-a pus temelia la Casa Națională, care, din 2001, poartă numele de Casa Națională „Nicolae Ursu“. Un alt obiectiv cultural important îl constituie Casa Memorială „Nicolae Ursu“ care e, de fapt, casa părintească a compozitorului, înălțată din bazalt de tatăl acestuia, Nicolae Ursu, cunoscut și sub numele de moș Cola a lu’ Prânzu.

## Personalități
- Nicolae Ursu (1905 - 1969), muzician.